# Korea Investment Corporation
Die Korea Investment Corporation (KIC; koreanisch 한국투자공사 Hanguktujagongsa) ist ein Staatsfonds, der 2005 von der südkoreanischen Regierung gegründet wurde.
Seine Aufgabe ist es, die langfristige Kaufkraft des südkoreanischen Staatsvermögens (Devisenreserven) durch effizientes Management öffentlicher Gelder auf den internationalen Finanzmärkten zu erhalten und zu steigern. Die KIC verwaltet Vermögenswerte, die ihr von der Regierung, der Bank von Korea und anderen öffentlichen Fonds gemäß dem National Finance Act anvertraut wurden. KIC investiert die anvertrauten Vermögenswerte direkt oder vertraut sie externen Managern an. Im Dezember 2024 verwaltete die KIC ein Vermögen von 206,5 Milliarden US-Dollar.

## Geschichte
Am 2. März 2005 verabschiedete die Nationalversammlung den Korea Investment Corporation Act und verkündete ihn am 24. März als Gesetz Nr. 7393, das die Rechtsgrundlage für die Korea Investment Corporation bildete.
Am 1. Juli 2005 wurde KIC als Staatsfonds Koreas gegründet.
Im Dezember 2022 unterzeichnete KIC die Principles for Responsible Investment (PRI), die weltweit größte Initiative für verantwortungsbewusstes Investieren, die 2006 unter der Schirmherrschaft der Vereinten Nationen ins Leben gerufen wurde.

## Portfolio
Im Oktober 2015 war KIC Teil eines Konsortiums, das das InterContinental Hong Kong Hotel für 938 Millionen US-Dollar erwarb.
KIC investierte 2016 330 Millionen US-Dollar in Anteile an sechs US-Hotels, darunter das Ritz Carlton in Manhattan und das Four Seasons in San Francisco.
Im Januar 2016 beteiligte sich KIC an der Übernahme eines Projekts des Immobilienunternehmens Savills durch Brookfield Asset Management im Wert von 1,41 Milliarden US-Dollar. Durch die Investition erlangte KIC einen Anteil von 18 % an dem Projekt.
Im Januar 2017 beteiligten sich die KIC und der koreanische Rentenversicherungsdienst (KNS) mit 350 Millionen Euro in einem von BC Partners aufgelegten Buyout-Fonds. Der Beitrag von KIC betrug 150 Millionen Euro.
Im Dezember 2022 investierte KIC direkt in Golub Capital und erwarb eine Minderheitsbeteiligung von unter 5 %.

## Mitgliedschaften
Sie ist Mitglied im International Forum of Sovereign Wealth Funds (IFSWF) und hat sich damit verbunden auch den Santiago-Prinzipien für angemessenes Handeln und ordentlicher Geschäftstätigkeit verschrieben.